# Жаркаински район
Жаркаински район (на казахски: Жарқайың ауданы) е съставна част на Акмолинска област, Казахстан, с обща площ 12 010 км2 и население от 13 560 души (по приблизителна оценка към 1 януари 2020 г.).
Мнозинството от населението са казахи (43,9 %) следвани от руснаците (30,3 %), украинците (10,0 %), германците (2,0 %), и други националности (13,8 %).
Административен център е град Державинск.